# Maria Mirecka-Loryś
Maria Mirecka-Loryś (Ulanów, 7 de fevereiro de 1916 – Varsóvia, 29 de maio de 2022) foi uma combatente pela liberdade polaca na Segunda Guerra Mundial. Ela era membro da Organização Militar Nacional, comandante-em-chefe da União Militar Nacional das Mulheres, membro da União das Mulheres Polacas na América e directora do Conselho Nacional do Congresso Polaco-Americano.
Mirecka-Loryś morreu em 29 de maio de 2022, aos 106 anos de idade.